# Tian'anmenxi
Tian'anmenxi (in cinese: 天安门西站S, Tiān'ānménxī zhànP), comunemente abbreviata in Tianxi (天西, Tiānxī), in italiano Tiananmen Ovest, è una stazione della linea 1 della metropolitana di Pechino.
La stazione prende il nome dalla sua posizione, in quanto collocata all'estremità ovest di Piazza Tienanmen, la principale piazza della capitale cinese.

## Storia
Il 1º ottobre 1969 la tratta tra la stazione 53 (anche nota come stazione di Wusan o Gaojing) e la stazione ferroviaria di Pechino centrale della prima fase della metropolitana di Pechino venne completata e resa operativa, sebbene inizialmente non fruibile dal pubblico.
Il 15 gennaio 1971 aprì al pubblico la prima fase della metropolitana di Pechino, nella tratta tra la stazione di Gongzhufen e la stazione ferroviaria di Pechino centrale (oggi parte della linea 2).
Successivamente, il 15 agosto 1986, iniziò la seconda fase di costruzione della metropolitana di Pechino e venne avviato uno studio di fattibilità per la realizzazione di una nuova linea tra Fuxingmen e Bawangfen, l'attuale centro finanziario di Pechino. Il 28 dicembre 1987 fu completata una nuova diramazione che si estendeva verso est fino a una nuova stazione, Fuxingmen, situata tra le stazioni di Nanlishilu e Changchunjie. Il tratto tra Changchunjie e la stazione ferroviaria di Pechino fu trasferito alla nuova linea 2, mentre la prima linea gestiva il tratto tra Pingguoyuan e Fuxingmen.
Nel gennaio 1991, il rapporto di fattibilità per la costruzione di una nuova linea tra Fuxingmen e Bawangfen venne approvato e, nel giugno 1992, iniziarono i lavori della linea definita "linea Fuba" (dal 28 giugno 2000 rinominata in "linea 1"). Il 28 dicembre successivo iniziarono i lavori di realizzazione della stazione di Tian'anmenxi, il cui nome è stato ufficializzato dal Comitato per la pianificazione urbana di Pechino solamente l'11 dicembre 1997.
Il 28 settembre 1999 la stazione di Tian'anmenxi è entrata in servizio con l'apertura al pubblico del primo tratto della linea Fuba.
Nel marzo 2024, la metropolitana di Pechino ha avviato una formazione linguistica speciale in inglese per il personale di stazione. Nello stesso periodo, secondo le direttive del Comitato municipale dei trasporti, è stata avviata una sperimentazione che ha dotato otto stazioni, tra cui Tian’anmenxi, di dispositivi di traduzione multilingue in grado di supportare cinese, inglese, giapponese e coreano, per garantire una comunicazione fluida e senza barriere con i passeggeri.

## Posizione
La stazione Tian'anmenxi si trova sotto il Viale Chang'an, nel tratto compreso tra la strada a ovest della Grande Sala del Popolo e lo Shibei Hutong. Insieme a Tian'anmendong, è una delle due stazione che sono state costruite lungo Piazza Tienanmen. A sud si affaccia sul Centro Nazionale per le Arti dello Spettacolo e sulla Grande Sala del Popolo, mentre a est si trovano la porta Tienanmen e la piazza stessa. La stazione è disposta lungo l’asse est-ovest del Viale Chang'an.

## Struttura e impianti

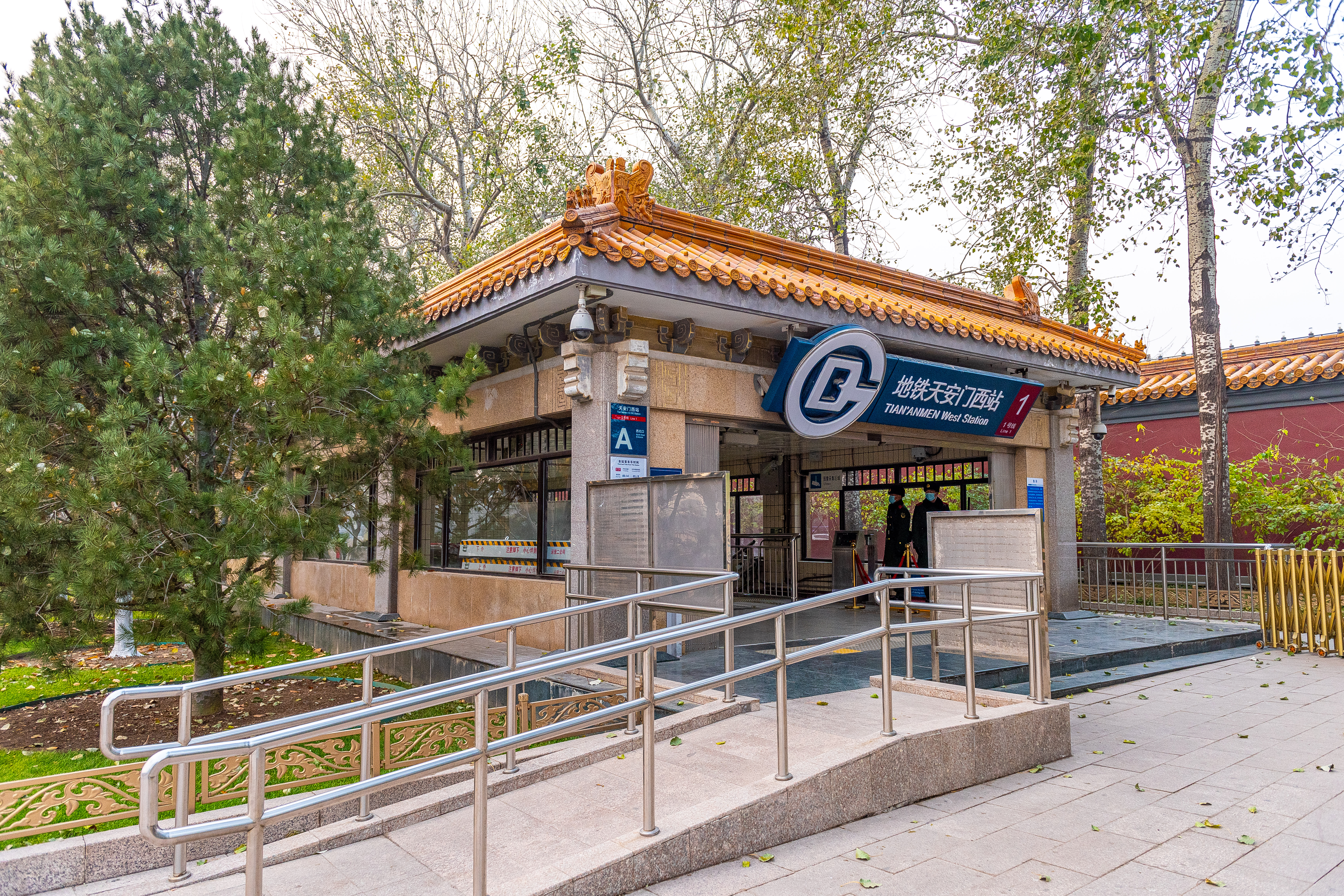
Ingresso A della stazione, costruito secondo lo stile architettonico tradizionale cinese.

La stazione di Tian'anmenxi è una stazione sotterranea a tre livelli, con un design con atrio integrato e banchine a isola. Il primo piano sotterraneo non è accessibile al pubblico, il secondo piano interrato ospita l’atrio della stazione mentre il terzo piano sotterraneo è dedicato alle banchine.
Le banchine sono collegate all’atrio da tre nodi di collegamento. Sul lato nord del piano delle banchine si trovano i treni diretti verso la stazione di Gucheng, mentre sul lato sud partono i treni verso la stazione di Universal Resort. Ai quattro angoli dell’atrio si trovano le tre uscite, indicate con le lettere A, B e C.

## Servizi
La stazione dispone di:
- Accessibilità per portatori di handicap (montascale ingressi A e C)
- Emettitrice automatica biglietti
- Servizi igienici
- Sportello automatico
- Stazione video sorvegliata
- Ufficio polizia

### Orari
Il primo treno lascia la stazione di Tian'anmenxi in direzione Universal Resort tutti i giorni alle 5:19, mentre l'ultimo che effettua tutta la tratta parte alle 23:21. Alcuni treni effettuano solo una parte della tratta della linea 1 − Batong, fermando alla stazione di Sihuidong, con l'ultimo treno che effettua servizio alle 00:03.
In direzione opposta, verso Gucheng, il primo treno effettua servizio alle 5:14 mentre l'ultimo alle 23:50.

## Interscambi
- Fermata autobus